# Hemioplisis semibrunnea
Hemioplisis semibrunnea är en fjärilsart som beskrevs av Louis Beethoven Prout 1933. Hemioplisis semibrunnea ingår i släktet Hemioplisis och familjen mätare. Inga underarter finns listade i Catalogue of Life.